# Comté de McIntosh (Dakota du Nord)
Pour les articles homonymes, voir Comté de McIntosh.
Le comté de McIntosh est un comté des États-Unis situé dans l’État du Dakota du Nord. En 2010, la population était de 2 809 habitants. Son siège est Ashley.

## Comtés adjacents
- Comté de Logan (nord)
- Comté de LaMoure (nord-est)
- Comté de Dickey (est)
- Comté de McPherson, Dakota du Sud (sud)
- Comté de Campbell, Dakota du Sud (sud-ouest)
- Comté d'Emmons (ouest)

## Principales villes
- Ashley
- Venturia
- Wishek
- Zeeland

## Démographie
| 1890  | 1900  | 1910  | 1920  | 1930  | 1940  |
| ----- | ----- | ----- | ----- | ----- | ----- |
| 3 248 | 4 818 | 7 251 | 9 010 | 9 621 | 8 984 |

| 1950  | 1960  | 1970  | 1980  | 1990  | 2000  |
| ----- | ----- | ----- | ----- | ----- | ----- |
| 7 590 | 6 702 | 5 545 | 4 800 | 4 021 | 3 390 |

| 2010  | - | - | - | - | - |
| ----- | - | - | - | - | - |
| 2 809 | - | - | - | - | - |